# Pine Canyon, California
Pine Canyon este o comunitate neîncorporată și loc desemnat pentru recensământ (CDP) în comitatul Monterey, California, situat la sud de King City. Se află la o altitudine de 515 picioare (157 m). La recensământul din 2020, populația era de 1.871 de locuitori.